# Paula Jai Parker
Paula Jai Parker, es una actriz estadounidense, nacida el 19 de agosto de 1969 en Cleveland, Ohio.
A pesar de que se crio en Cleveland, se mudó a Washington en 1987 para estudiar en Howard University. Luego de graduarse de Bachiller en Artes, se mudó a Nueva York y actuó en varios clubs. Su reputación como comediante la hizo merecedora de un lugar en el programa de Fox The Apollo Comedy Hour, que se emitía en vivo desde el teatro Apollo. Luego de un año abandonó el programa, para comenzar con su carrera en el cine. Participó en Friday (de F. Gary Gray).
Parker volvió a la televisión en 1995 en la serie de televisión The Wayans Bros.. A través de los '90, ella apareció en varios programas, como The Weird Al Show y Snoops (de David E. Kelley). Mientras hacía sus proyectos en la televisión, también apareció en varias películas como Millón Man March, el documental Get on the Bus (1996) y Sprung (1997).
En el 2001 Parker realizó la voz de Trudy Proud en la serie The Proud Family. La serie se volvió un éxito y siguió la producción por parte de Disney para ganar un lugar en la crítica. 
- Datos: Q299826